# Lucian Bernhard
Pour les articles homonymes, voir Bernhard.
Emil Kahn, dit Lucian Bernhard (parfois Lucien Bernhard), né le 15 mars 1883 à Cannstatt, près de Stuttgart (Allemagne), mort le 29 mai 1972  à New York, est un graphiste, affichiste, lithographe, créateur de caractères, architecte d’intérieur et enseignant allemand.

## Biographie
Né dans une famille juive, Emil Kahn étudie à l’académie des arts de Munich. En 1901, il se rend à Berlin pour travailler auprès d’Ernst Gowold — le directeur de la plus grande agence de « proto- publicité »  d’alors — pour l’imprimerie d’affiches Hollerbaum & Schmidt. Il réalise des affiches pour des sociétés importantes comme Stiller (chaussures), Pelikan, Manoli, Kaffee Hag, Bosch, Faber-Castell. Il prend alors le pseudonyme de Lucian Bernhard sous lequel il est universellement connu.
Imaginé dès 1906, Bernhard est à l'origine du concept de Plakatstil (en) ou Sachplakat (« affiche-objet »). En 1910, il cofonde, avec le dentiste et collectionneur d'affiches, Hans Sachs, le magazine Das Plakat, actif jusqu'en 1921, et qui deviendra plus tard Gebrauchsgrafik[réf. nécessaire]. 
De 1910 à 1920, il est directeur artistique de la société Deutschen Werkstätter Hollerau, qui produit des meubles, des tapis et des luminaires.
Il est le créateur du Plakatstile, ou « style affiche », caractérisé par un dessin simple, des couleurs en aplat. Il crée des polices caractéristiques de sa personnalité, d’abord avec la Bernhard Antique pour la fonderie Flisch de Francfort (1913), puis une production abondante après la guerre pour la fonderie Bauer.
En 1923, il est nommé professeur en art publicitaire au Unterrichtsanstalt des Kunstgewerbemuseums de Berlin, l'équivalent de l'école des Arts décoratifs de Paris.
En 1925, il fait une tournée de conférences aux États-Unis. Il n’obtient pas un grand succès et ne réussit pas à convaincre les directeurs artistiques de l’intérêt d’apporter un graphisme novateur, alors même qu’en Allemagne le Bauhaus fait ses premiers pas. Néanmoins, séduit par New York, il décide alors de s’y installer définitivement. Sa famille le rejoint. Il ouvre l'atelier de design Bernhard-Rosen. Son style n’attire pas les clients américains et il travaille essentiellement dans l’architecture d’intérieur. Il a réalisé de nouvelles polices pour la fonderie britannique Stephenson Blake.
Après la Seconde Guerre mondiale il se consacre, jusqu’à sa mort en 1972, à la peinture.
Ses œuvres sont exposées en 1964 à la documenta 3 de Cassel.
Il est le père de la photographe Ruth Bernhard (1905-2006).

## Caractères

Bernhard Modern

- Bernhard Antiqua (1912, Fonderie Bauer)
- Bernhard Fraktur (1912-22, Fonderie Bauer)
- Bernhard Privat (1919)
- Bernhard Brush Script (1925, Fonderie Bauer)
- Bernhard Cursive Madonna (1925, Fonderie Bauer), aussi édité comme Madonna Ronde par Stephenson Blake
- Lucian (1925, Fonderie Bauer) numérisé comme « Belucian » par Font Bureau
- Bernhard Schönschrift (1925 - 28)
- Bernhard Bold Condensed (1926, Lanston Monotype)`
- Bernhard Handschrift (1928, Fonderie Bauer)
- Bernhard Fashion (1929, ATF et Intertype)
- Bernhard Gothic Series (ATF)
  - Bernhard Gothic Light (1929)
  - Bernhard Gothic Medium (1929)
  - Bernhard Gothic Light Italic (1930)
  - Bernhard Gothic Heavy (1930)
  - Bernhard Gothic Extra Heavy (1930)
- Lilli (1930, Fonderie Bauer)
- Negro (1930, Fonderie Bauer, numérisé comme Berlin Sans par Font Bureau
- Bernhard Booklet + Italic (1932, ATF)
- Bernhard Tango  (1934, [ATF)
  - Bernhard Tango Swash Capitals  (1939, ATF, connu en Europe comme Aigrette
- ‘’’Bernhard Modern series’ ATF)
  - Bernhard Modern Roman (1937)
  - Bernhard Modern Bold (1938)
  - Bernhard Modern Bold Italic (1938)
  - Bernhard Modern Condensed (1938)
- Concerto Rounded SG (numérisé par Font Bureau d’après un programme de concert de 1920 dessiné par Lucian Bernhard).